# Piriac-sur-Mer
Piriac-sur-Mer é uma comuna francesa na região administrativa da Pays de la Loire, no departamento de Loire-Atlantique. Estende-se por uma área de 12,37 km². Em 2010 a comuna tinha 2 289 habitantes (densidade: 185 hab./km²).